# 1912 en mathématiques
| Années des mathématiques : 1909 - 1910 - 1911 - 1912 - 1913 - 1914 - 1915    |
| Décennies des mathématiques : 1880 - 1890 - 1900 - 1910 - 1920 - 1930 - 1940 |

Cet article présente les faits marquants de l'année 1912 en mathématiques.

## Évènements
- Le mathématicien français Paul Montel fait la démonstration d'un théorème qui porte son nom dans son article Sur les familles de fonctions analytiques qui admettent des valeurs exceptionnelles dans un domaine publié dans les Annales scientifiques de l'École normale supérieure.

## Naissances
- 1er janvier : Boris Vladimirovitch Gnedenko (mort en 1995), mathématicien russe.
- 3 janvier :
  - Edward Stewart Kennedy (mort en 2009), mathématicien et historien des sciences américain.
  - Cora Ratto de Sadosky (morte en 1981), mathématicienne argentine.
- 15 janvier : David Milman (mort en 1982), mathématicien israélien d'origine soviétique.Leonid Kantorovitch

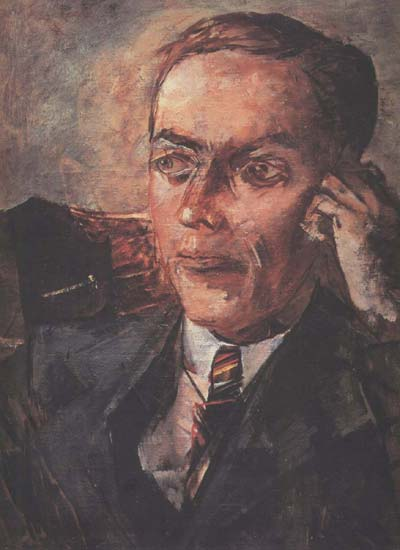
Leonid Kantorovitch

- 19 janvier : Leonid Kantorovitch (mort en 1986), mathématicien et économiste russe, prix Nobel d'économie en 1975.
- 6 février :  Ferran Sunyer i Balaguer (mort en 1967), mathématicien espagnol.
- 21 février : György Hajós (mort en 1972), mathématicien hongrois.
- 1er mars : Kentaro Yano (mort en 1993), mathématicien japonais.
- 14 mars : Pierre Lelong (mort en 2011), mathématicien français.
- 29 mars : Caius Iacob (mort en 1992), mathématicien roumain.
- 25 avril : Donald Spencer (mort en 2001), mathématicien américain.
- 1er mai : Robert Fortet (mort en 1998), mathématicien français.
- 9 mai : Géza Ottlik (mort en 1990), écrivain, traducteur, mathématicien et théoricien du bridge hongrois.
- 28 mai : Hans Julius Zassenhaus (mort en 1991), mathématicien allemand.
- 1er juin : Jean Kuntzmann (mort en 1992), mathématicien français.
- 3 juin : Arthur Milgram (mort en 1961), mathématicien américain.
- 9 juin : Gerald James Whitrow (mort en 2000), mathématicien, astrophysicien et historien des sciences britannique.Alan Turing

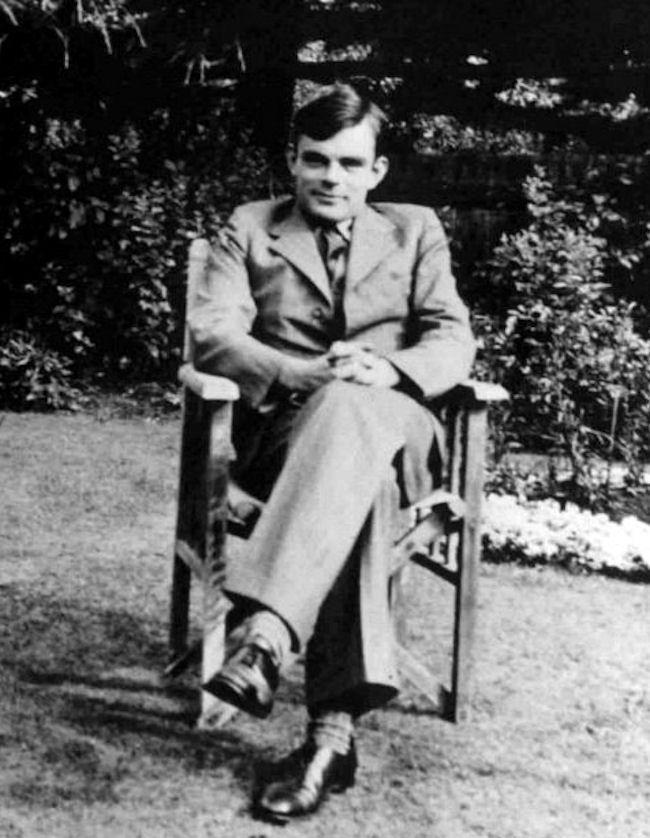
Alan Turing

- 23 juin : Alan Turing (mort en 1954), mathématicien anglais; il se suicide, persécuté pour son homosexualité.
- 15 juillet : Tibor Gallai (mort en 1992), mathématicien hongrois.
- 4 août : Aleksandr Aleksandrov (mort en 1999), mathématicien, physicien et philosophe russe.
- 8 août :
  - Ralph Philip Boas (mort en 1992), mathématicien américain.
  - Prabhu Lal Bhatnagar (mort en 1976), mathématicien et physicien indien.
- 11 août : Norman Levinson (mort en 1975), mathématicien américain.
- 11 septembre : François Châtelet (mort en 1987), mathématicien français.
- 22 septembre : Daniel Dugué (mort en 1987), mathématicien probabiliste et statisticien français.
- 1er octobre : Kathleen Ollerenshaw (morte en 2014), mathématicienne britannique.
- 9 octobre : Chien Wei-zang (mort en 2010), physicien et mathématicien appliqué chinois.
- 11 novembre : Albert Edward Green (mort en 1999), mathématicien britannique.
- 15 décembre : Reuben Goodstein (mort en 1985), mathématicien et logicien britannique.
- 26 décembre : Georges-Théodule Guilbaud (mort en 2008), mathématicien français.

## Décès
- 21 février : Émile Lemoine (né en 1840), ingénieur civil et mathématicien français.
- 15 mars : Cesare Arzelà (né en 1847), mathématicien italien.Henri Poincaré

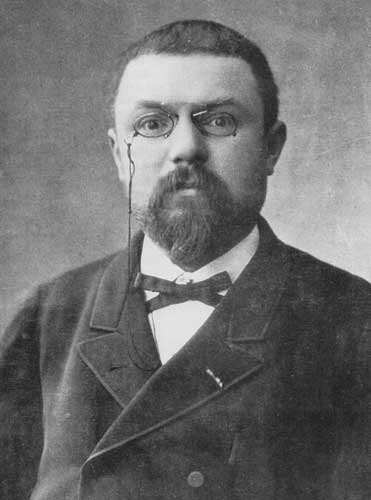
Henri Poincaré

- 17 juillet : Henri Poincaré (né en 1854), mathématicien, physicien et philosophe français.
- 7 décembre : George Darwin (né en 1845), astronome et mathématicien anglais.
- 17 décembre : Spiru Haret (né en 1851), mathématicien, astronome, pédagogue, ministre et académicien roumain.
- 21 décembre : Paul Albert Gordan (né en 1837), mathématicien allemand.